# Aubilly
Aubilly település Franciaországban, Marne megyében. Lakosainak száma 51 fő (2022. január 1.). Aubilly Bligny, Bouleuse, Méry-Prémecy, Saint-Euphraise-et-Clairizet és Sarcy községekkel határos.

## Népesség
A település népességének változása:
| Lakosok száma | 43   | 54   | 56   | 51   | 47   | 50   | 53   | 53   | 53   | 51   |
|               | 1968 | 1982 | 1990 | 2006 | 2013 | 2015 | 2017 | 2019 | 2020 | 2022 |